# Folioscope
Un folioscope, également appelé feuilletoscope, feuilleteur, ou encore flip book ou flipbook (anglicismes), est un petit livret de dessins ou de photographies qui représentent une scène en mouvement (par exemple, un personnage ou un animal). Feuilleté rapidement, un folioscope procure à l'œil l'illusion que le sujet représenté est en mouvement, illusion optique provoquée par la persistance rétinienne et l'effet phi.
Les folioscopes sont essentiellement une forme primitive d'animation.

## Fonctionnement
Les folioscopes créent l'illusion du mouvement continu en affichant une série d'images discontinues et successives. Au lieu de « lire » de gauche à droite, le spectateur fixe simplement son regard sur le même point de l'image, lorsqu'il tourne les pages. Il faut les dépasser à une vitesse suffisante pour créer l'illusion du mouvement ; c'est pourquoi la façon normale de le voir est de tenir le folioscope dans une main tout en tournant les pages une à une, mais sans s'arrêter, avec le pouce de l'autre main. 
De plus, comme ce jouet optique doit créer l'illusion de mouvement des éléments des dessins ou des images, ils doivent être bien positionnés sur le papier à tout moment pour pouvoir obtenir cet effet.

## Origines supposées
Un premier mécanisme semble avoir été mis au point vers 1760, soit par Philippe-Jacques de Loutherbourg l'aîné (Philipp Jakob Loutherbourg, 1698-1768), soit par son fils, Philippe-Jacques de Loutherbourg. Le père, gros producteur d'images, de scénettes, de gravures, vécut en Alsace, et, avec son fils, s'installe à Paris à partir de 1755. Le dispositif est appelé un « mutoscope » (du latin motus, mouvement et du grec skopein, contempler), et prend la forme d'un carnet dans lequel est dessinée une image sur chaque page impaire et où à chaque fois, le même personnage apparait dans les différentes phases d'un mouvement. En tournant rapidement les pages du cahier, l'illusion du mouvement de la figure est produite. 
Un jouet optique est apparu vers 1825, le thaumatrope, redécouvert par John Ayrton Paris (en).

## Histoire
« En 1860, sans doute inventés par le Français Pierre-Hubert Desvignes, on voit apparaître de drôles de petits livres qu’on appelle des folioscopes (du latin folium, la “feuille”, et du grec ancien skopein, “observer”), ou encore des flip books, qui fonctionnent sur le principe très simple de l’effeuillage rapide avec le pouce d’une série empilée de vignettes dessinées dont la succession donne l’illusion d’un mouvement continu. »
En 1868, le Britannique John Barnes Linnett dépose un brevet de cette invention sous le nom de « kinéographe ». Charles Auguste Watilliaux, fabricant de jouets, vend des folioscopes, ainsi que Léon Gaumont, Max Skladanowsky, Léon Beaulieu et la Mutoscope & Biograph Co.
Le pouce de l'observateur est alors remplacé par un index métallique et la rotation des dessins ou photographies est assurée par une molette. Les mutoscopes sont chargés de véritables films dont la durée va jusqu'à une minute, et sont munis d'un monnayeur.
C'est l'un des jouets optiques qui ont précédé et accompagné l'invention du cinéma.

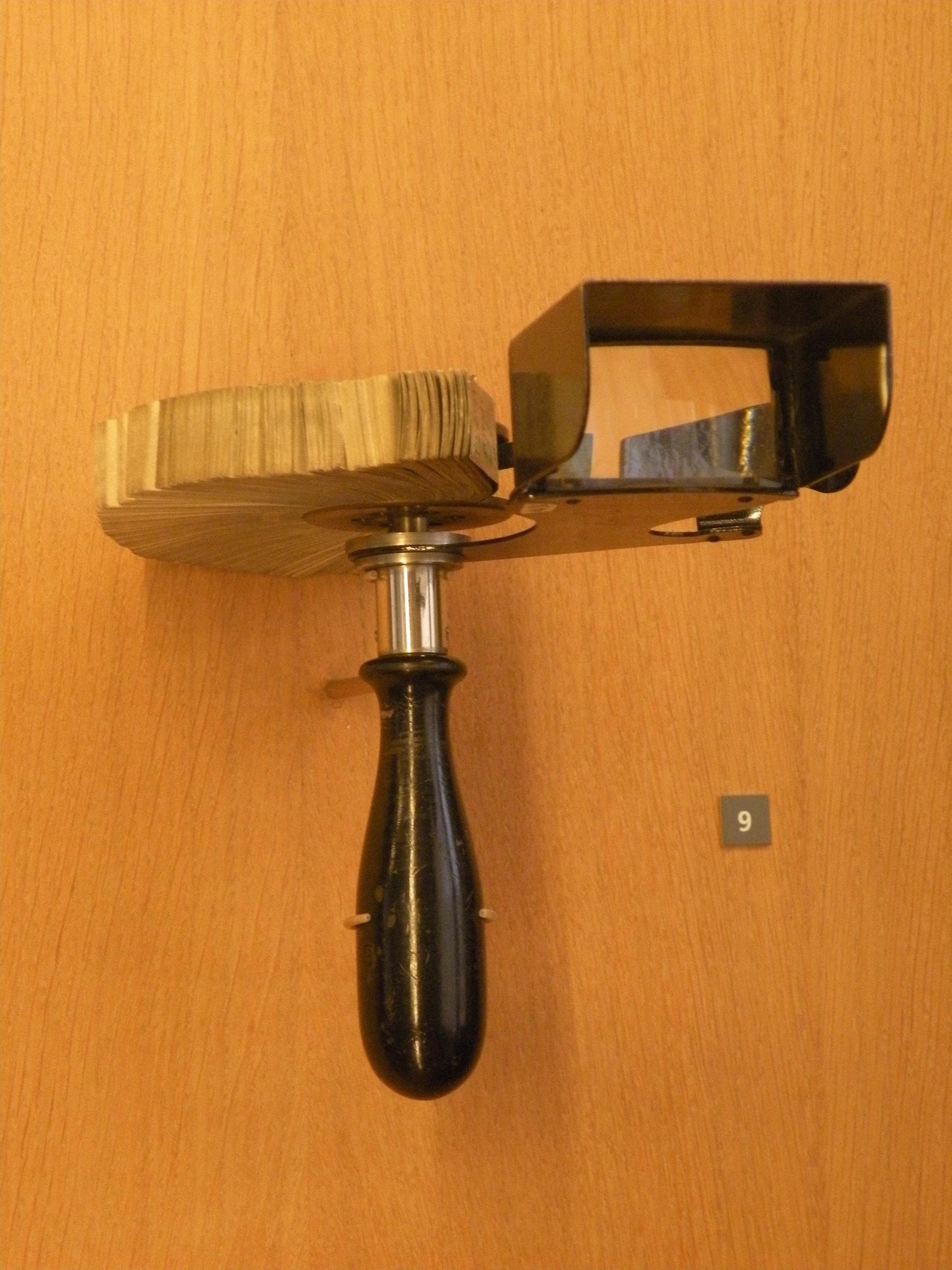
Feuilleteur vers 1900 (musée des Arts et Métiers).
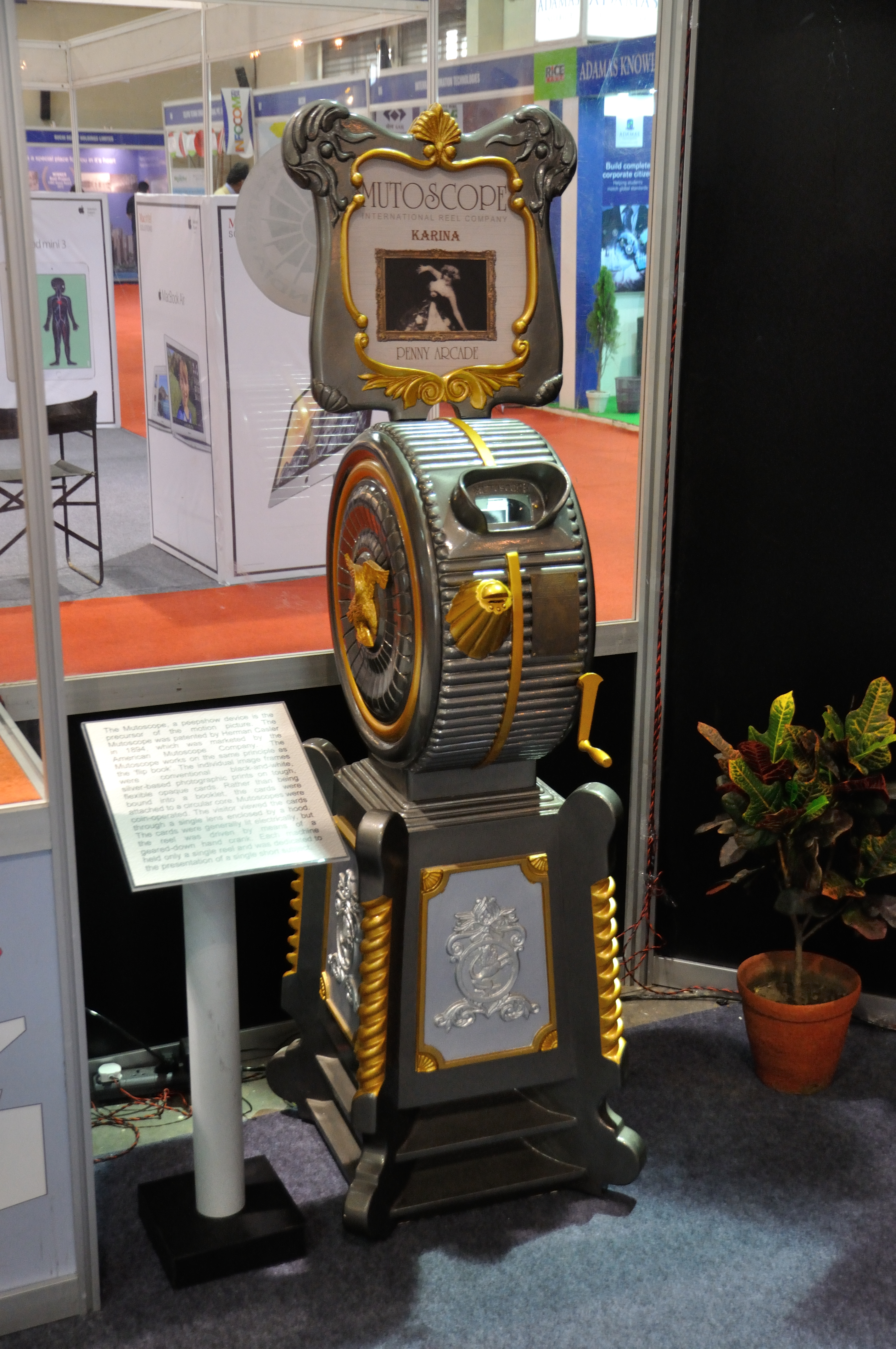
Exemplaire de Mutoscope.
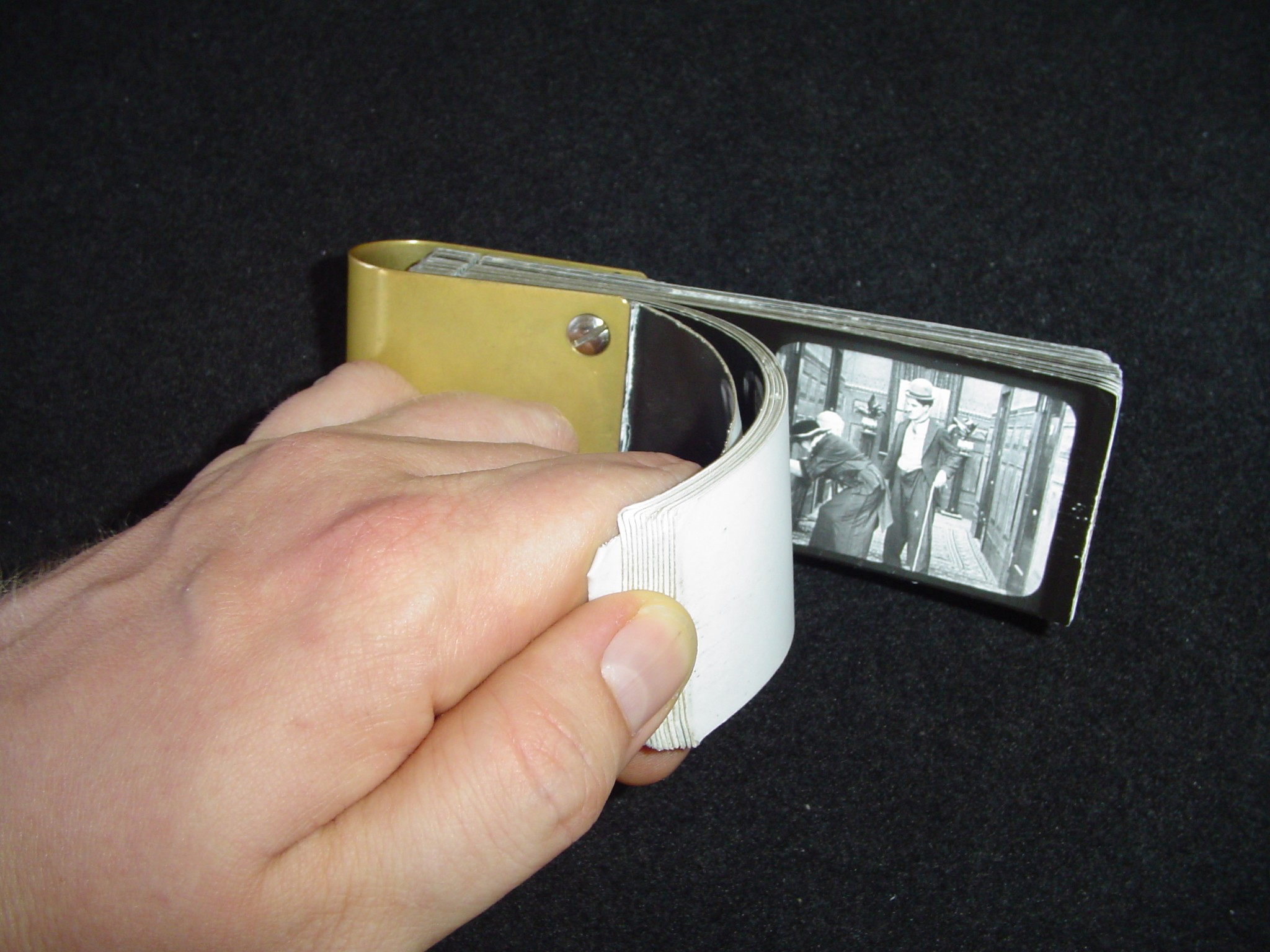
Folioscope photographique moderne.

### Aujourd'hui
Le flip-book (ou flipbook) est aussi un magazine électronique qui se feuillette en cliquant sur le coin des pages.

### En Littérature
François Cavanna, fils de travailleurs immigrés italiens en France dans son livre de souvenirs Les Ritals raconte comment, cancre à l'école, il gagnait son argent de poche en produisant des folioscopes « pornographiques » artisanaux, ce procédé étant adapté à restituer un mouvement alternatif de va-et-vient qu'il dessinait sur des morceaux de cahiers d'écolier usagés[réf. nécessaire].